# Vallehermoso (Santa Cruz de Tenerife)
Vallehermoso település Spanyolországban, Santa Cruz de Tenerife tartományban. Vallehermoso Agulo, Alajeró, Valle Gran Rey és Hermigua községekkel határos. Lakosainak száma 2954 fő (2024).

## Népesség
A település népessége az elmúlt években az alábbi módon változott:
| Lakosok száma | 2775 | 3200 | 3142 | 3162 | 3116 | 2913 | 2988 | 2901 | 2873 | 2954 |
|               | 2001 | 2004 | 2007 | 2009 | 2012 | 2014 | 2017 | 2019 | 2022 | 2024 |